# كيفين بيكن
كيفين بيكن (بالإنجليزية: Kevin Norwood Bacon) ممثل أمريكي من مواليد 8 يوليو 1958، حصل على العديد من الجوائز، بما في ذلك جائزة نقابة ممثلي الشاشة 1995 لأفضل فريق ممثلين عن دورهم في فيلم أبولو 13، كما حصل على جائزة غولدن غلوب، ورُشِّح لجائزة إيمي برايم تايم. ظهر في العديد من الأفلام منها نهر غامض.
ظهر بيكن في فيلمه الطويل لأول مرة في بيت الحيوان (1978) (بالإنجليزية: National Lampoon's Animal House) قبل أن يؤدي دوره الرائع في الفيلم الدرامي الموسيقي Footloose (1984). منذ ذلك الحين، قام ببطولة أفلام نالت استحسان النقاد مثل العشاء (1982)، وجي إف كي (1991)، والقليل من الرجال الفاضلين (1992) (بالإنجليزية: A Few Good Men)، وأبولو 13 (1995)، ونهر غامض (2003) وفروست/نيكسون (2008). تشمل الاعتمادات البارزة الأخرى يوم الجمعة الثالث عشر (1980)، الهزات (1990)، النهر البري (1994)، الحطاب (2004)، الحب الأحمق المجنون (2011)، رجال-إكس: الدرجة الأولى (2011) ويوم الوطنيين (2016). قام بيكن أيضًا بإخراج أفلام Losing Chase (1996) وLoverboy (2005).

## حياته الشخصية
كيفن متزوج بالممثلة كيرا سيدقويك منذ 4 سبتمبر 1988؛ التقيا في موقع تصوير نسخة PBS من مسرحية لانفورد ويلسون ليمون سكاي. لقد قال: "الوقت الذي وصلت فيه إلى ما اعتبرته القاع كان أيضًا الوقت الذي التقيت فيه بزوجتي، وولد أطفالنا، وحدثت أشياء جيدة. وكنت قادرًا على الاستمرار في دعم نفسي؛ وهذا أعطاني القوة دائمًا". لعب بيكن وسيدجويك دور البطولة معًا في أفلام القراصنة، وجريمة القتل في الأول، ورجل الحطاب، وعاشق الحب. لديهم طفلان، ترافيس سيدجويك (مواليد 1989) وسوسي روث (مواليد 1992). وقد نشئا في الجانب الغربي الشمالي من منهاتن. كان بيكن في السابق على علاقة لمدة خمس سنوات مع الممثلة تريسي بولان، في الثمانينيات.
وقد تحدث بيكون عن الفصل بين الكنيسة والدولة، وقال لصحيفة التايمز في عام 2005 إنه لا "يؤمن بالله". وقال أيضًا إنه ليس مناهضًا للدين.

## الأعمال

### مسلسلات
| السنة | العنوان     | الدور    |
| ----- | ----------- | -------- |
| 2025  | صفير الرغبة | بيتر كيل |

## روابط خارجية
- كيفين بيكن على موقع IMDb (الإنجليزية)
- كيفين بيكن على موقع روتن توميتوز (الإنجليزية)
- كيفين بيكن على موقع مونزينجر (الألمانية)
- كيفين بيكن على موقع قاعدة بيانات الأفلام العربية
- كيفين بيكن على موقع ألو سيني (الفرنسية)
- كيفين بيكن على موقع ميوزك برينز (الإنجليزية)
- كيفين بيكن على موقع تيرنر كلاسيك موفيز (الإنجليزية)
- كيفين بيكن على موقع أول موفي (الإنجليزية)
- كيفين بيكن على موقع بوكس أوفيس موجو (الإنجليزية)
- كيفين بيكن على موقع قاعدة بيانات برودواي على الإنترنت (الإنجليزية)